# Ривьера-ди-Леванте
Ривьера-ди-Леванте (итал. Riviera di Levante) — восточное побережье Лигурийского моря, которое вместе с западным побережьем Ривьера-ди-Поненте, составляет итальянскую Ривьеру.

## Географическое положение
Ривьера-ди-Леванте имеет длину 130 км и протянулась от устья реки Магра в провинции Специя до восточных районов Генуи. Разделение между Ривьерой-ди-Леванте и Ривьерой-ди-Поненте проходит по устью реки Черуза (ит.) в административном округе Вольтри города Генуя. Таким образом, Ривьера-ди-Леванте включает в себя всю территорию Генуи за исключением районов Кревари и Весима административного округа Вольтри.

## Области
Восточное побережье Ривьера-ди-Леванте можно разделить на несколько основных областей:
- Залив Парадизо — от Больяско до Камольи.
- Залив Тигуллио — от Портофино до Сестри-Леванте, также сюда входит Монелья.
- Ривьера Специи — от Дейва-Марина до Специи, включает в себя Чинкве-Терре.
- Залив Поэтов (Залив Специи).
- Побережье Сарцаны — от устья реки Магра до границы с Тосканой.